# Spilococcus artemisiphilus
Spilococcus artemisiphilus är en insektsart som först beskrevs av Tang in Tang och Li 1988.  Spilococcus artemisiphilus ingår i släktet Spilococcus och familjen ullsköldlöss. Inga underarter finns listade i Catalogue of Life.